# Nuno Ferreira de Andrade
Nuno Ferreira de Andrade (Rio de Janeiro, 27 de julho de 1851 – Rio de Janeiro, 17 de dezembro de 1922) foi um médico brasileiro.
Foi presidente da Academia Nacional de Medicina de 1901 a 1903, da qual é patrono da Cadeira 60.